# Ушарбайське сільське поселення
Ушарба́йське сільське поселення (рос. Ушарбайское сельское поселение) — сільське поселення у складі Могойтуйського району Забайкальського краю Росії.
Адміністративний центр — село Ушарбай.

## Історія
2018 року було утворено село Новий Ушарбай та хутір Західний Ушарбай шляхом виділення частин із села Ушарбай.

## Населення
Населення сільського поселення становить 1132 особи (2019; 1348 у 2010, 1396 у 2002).

## Склад
До складу сільського поселення входять:
| Населений пункт         | Населення, осіб (2002) | Населення, осіб (2010) |
| ----------------------- | ---------------------- | ---------------------- |
| Бурятська, селище       | 184                    | 183                    |
| Західний Ушарбай, хутір | -                      | -                      |
| Новий Ушарбай, село     | -                      | -                      |
| Перевал, селище         | 18                     | 18                     |
| Роз'їзд 67, селище      | 15                     | 19                     |
| Роз'їзд 69, селище      | 15                     | 14                     |
| Ушарбай, село           | 1164                   | 1114                   |